# Krest'janskij syn
Krest'janskij syn (Крестьянский сын) è un film del 1975 diretto da Irma Rauš.

## Trama
Il film racconta la storia di un figlio contadino di nome Kostja, cresciuto in un momento difficile ma eroico.